# Le Petit Arpent du Bon Dieu
Le Petit Arpent du Bon Dieu est un roman de 1933 d'Erskine Caldwell, ayant pour théâtre une ferme de Géorgie où vit une famille pauvre d'agriculteurs, obsédée par la fièvre de l'or et incapable de réfréner ses pulsions sexuelles, ce qui conduira au drame. Bien que controversé, le roman est devenu un best-seller international avec plus de 10 millions d'exemplaires vendus et a été publié en tant qu'édition des services armés pendant la Seconde Guerre mondiale.
Le Petit Arpent du Bon Dieu est le roman le plus populaire de Caldwell, bien que sa réputation soit souvent due à son roman de 1932 La Route au tabac, qui figure dans la liste des 100 meilleurs romans de la Modern Library. Il a par la suite été adapté au cinéma dans le film éponyme de 1958 avec Robert Ryan dans le rôle principal.

## Résumé de l'intrigue
Le roman se déroule au début des années 1930 pendant la Grande Dépression. Ty Ty Walden est un veuf qui possède une petite ferme en Géorgie, proche de la frontière avec la Caroline du Sud. Sa fille, Rosamond, est mariée à Will Thompson, ouvrier dans une filature de coton. Son autre fille, Darling Jill, est célibataire. Son fils, Buck Walden, est marié à la belle Griselda. Buck et Griselda vivent à la ferme de Ty Ty avec Shaw le frère de Buck. Pluto Swint, un fermier local obèse et paresseux, désire sexuellement Darling Jill et veut l'épouser bien que celle-ci l'humilie constamment.
Ty Ty est obsédé par la recherche d'or sur ses terres, et lui, Buck et Shaw passent le plus clair de leur temps à creuser des trous dans la ferme. Ty Ty a promis de faire don à l'église de tous les bénéfices générés par une parcelle d'un acre de son terrain, mais terrifié à l'idée que de l'or puisse se trouver sur « le petit arpent du bon Dieu », il déplace sans cesse la parcelle là où il ne creuse pas. Seuls deux ouvriers afro-américains, l'oncle Felix et Black Sam, cultivent la propriété, ce qui fait que les Walden vivent en grande partie de prêts et du peu de revenus que Felix et Sam génèrent en attendant la découverte providentielle du filon. Quant à l'usine où travaille Will en Caroline du sud, elle a été mise à l'arrêt par la direction 18 mois plus tôt après que le syndicat local a protesté contre une réduction de salaire. Une grande pauvreté affecte désormais les villes de Scottsville et de Clark's Mill, ainsi que la vallée de Horse Creek où vivent les Walden. Will n'a qu'une obsession : entrer dans l'usine et rétablir la force motrice pour redonner de l'emploi aux habitants de la ville.
Le roman commence par l'arrivée de Pluto Swint à la ferme des Walden pour annoncer qu'il se présente comme shérif du comté. Pour se faire bien voir de Ty Ty, Pluto lui suggère de recourir à un albinos car ceux-ci possèdent des pouvoirs permettant de trouver facilement de l'or. Et justement un albinos a été repéré dans la partie sud du comté. Ty Ty, Buck et Shaw partent le capturer.
Envoyés par Ty Ty chercher du renfort pour l'aider à creuser, Pluto et Darling Jill se rendent à la maison des Thompson à Scottsville et y passent la nuit. Le lendemain matin, profitant d'une absence de Rosamond, Will fait l'amour avec Darling Jill; quand Rosamond revient, elle les découvre tous deux au lit et les bat avec une brosse à cheveux. Elle tire par deux fois avec une arme à feu sur Will mais le rate, et il s'enfuit de la maison, nu comme un ver par une fenêtre ouverte. Rosamond et Darling Jill se réconcilient à chaudes larmes, « comme si toutes deux souffraient d'un deuil commun ».
Plus tard dans la journée, Will revient à son domicile et Pluto ramène tout le monde à la maison de Ty Ty. En chemin, ils passent à côté de la maison de Jim Leslie, un autre fils de Ty Ty, qui a commencé comme ouvrier d'usine et a épousé la fille d'un homme riche. Jim est devenu un courtier en coton aisé qui méprise sa famille de pauvres blancs.
Ty Ty, Buck et Shaw reviennent avec l'albinos, un garçon beau et fort nommé Dave Dawson. Ty Ty excite les esprits en parlant vertement de la beauté de Griselda et après le souper, Dave emmène Darling Jill dans les bois pour avoir des relations sexuelles avec elle. Ty Ty et Buck les recherchent, puis les regardent faire l'amour bien que Ty Ty déclare qu'il pensait seulement qu'ils s'embrassaient car il ne pouvait rien voir dans l'obscurité.
Le deuxième jour, Will arrive à la ferme Walden. Shaw et Buck (qui soupçonne que Will a l'intention de coucher avec Griselda) se bagarrent rudement avec lui, mais Ty Ty intervient.
Ce soir là, la famille se rend à Augusta pour que Ty Ty puisse demander un prêt à son fils Jim Leslie, comme le lui a suggéré Will. Ty Ty, Darling Jill et Griselda rencontrent Jim, qui donne à contrecœur 300 $ à Ty Ty, l'avertissant de ne plus demander d'argent et lui conseillant de cultiver sa terre au lieu de chercher vainement de l'or. Avant que la famille ne rentre chez elle, Jim dit à Griselda qu'il la veut même s'il doit aller à la ferme et la ramener. Il passe son bras autour d'elle et tente de l'embrasser, mais la voiture démarre et il ne réussit qu'à déchirer sa robe.
Au matin, Pluto ramène Will, Rosamond, Darling Jill et Griselda à la maison Thompson en Caroline du Sud. Will sort et revient très agité et déterminé à ouvrir l'usine le lendemain matin. Au bout d'un moment, il regarde calmement Griselda et lui dit que le moment est venu, et que rien dans le monde de Dieu ne peut l'arrêter maintenant. Dans un tourbillon de doigts volants et de muscles palpitants, il lui arrache ses vêtements comme un possédé alors qu'elle regarde sans résistance, jusqu'à ce qu'elle se dresse devant lui, attendant et tremblante. Elle n'essaie pas de lui échapper, mais il l'attrape et l'entraîne dans une autre partie de la maison. À travers les portes ouvertes, ils sont vus et entendus par Rosamond, Darling Jill et Pluto qui restent silencieux. Le lendemain matin toutefois, les trois amantes de Will – sa femme Rosamond et ses belles-sœurs Darling Jill et Griselda – préparent à la hâte et avec amour son petit-déjeuner.
Le lendemain, Will apprend que les propriétaires de l'usine ont fait venir des gardes de sécurité étrangers pour maintenir l'usine fermée. Lui et quelques autres hommes entrent par effraction dans l'usine et redémarrent les machines. Les gardes tirent sur Will dans le dos et le tuent, laissant les trois femmes sous le choc et le désespoir.
Le jour d'après, Will est enterré. Cet après-midi-là, Pluto reconduit Darling Jill, Rosamond et Griselda à la ferme Walden. Ty Ty, Buck et Shaw apprennent la mort de Will mais Buck soupçonne Griselda d'avoir été infidèle avec Will. La famille se dispute férocement pendant le dîner, et Buck sort en courant de la maison et ne revient pas.
Le matin suivant, Jim Leslie arrive à la ferme, disant à son père « Je sais ce que je veux, et je suis venu la chercher ». Il fait irruption dans la maison à la recherche de Griselda, mais Buck et Shaw le suivent. Buck attrape un fusil de chasse accroché au mur et Jim Leslie sort en courant par la porte d'entrée poursuivi par Buck. Jim Leslie s'arrête de courir et se tourne pour faire face à son frère, brandissant un poing menaçant. Buck dit « M'est avis que tu la laisseras tranquille maintenant » et tire deux fois, tuant Jim Leslie.
Ty Ty est atterré de ne pas avoir pu empêcher le sang de couler sur sa terre – le sang d'un de ses enfants, de surcroît – sur le petit arpent du bon dieu. Et même s'il est complètement épuisé et sait qu'il est bientôt trop vieux pour creuser davantage, il retourne au trou pour creuser. Les derniers paragraphes laissent penser que Buck se suicide avec le même fusil que celui qu'il a utilisé pour tuer son frère.

## Thèmes
Publié par Viking Press en 1933, Le Petit Arpent du Bon Dieu a été en partie influencé par les grèves des usines textiles de Gastonia, en Caroline du Nord. Le roman est « prolétarien », centré sur le « sort des travailleurs privés de protection syndicale ». De même, le roman traite de la mauvaise utilisation et de l'abus des terres dans le Sud.

## Controverse
Le Petit Arpent du Bon Dieu contenait des scènes considérées comme sexuellement explicites, ce qui a conduit la New York Society for the Suppression of Vice à poursuivre Caldwell et Viking Press en justice pour diffusion de pornographie. Plus de 60 personnalités littéraires ont alors soutenu le livre, faisant pression sur le tribunal de première instance de l'État de New York, qui s'est finalement prononcé en faveur des droits de Caldwell à la liberté d'expression. Caldwell a poursuivi à son tour la société littéraire pour arrestation illégale et poursuites malveillantes.